# Королевская Бельгийская Федерация Шашек
Королевская Бельгийская федерация шашек (Koninklijke Belgische Dambond) — спортивная федерация Бельгии.
Входит в Европейскую конфедерацию шашек, Всемирную федерацию шашек (ФМЖД). Одна из четырех федераций основателей Всемирной федерации шашек ФМЖД (1947). Президент Федерации Ф. Эгельс. Адрес офиса: Demasure, J. Elfde Julilaan 22 8860 Lendelende Belgium
Игроки-мужчины с наилучшими результатами: Ronald Schalley, Marc De meulenaere, Yves Vandeberg
Игроки-женщины с наилучшими результатами: Tamara Wattez, Kathy Verstraete, Veronique Denys
Лучшие игроки по рейтингу (лист A)
1. RONALD SCHALLEY (Рональд Шаллей) mf 2191
2. PATRICK CASARIL (Патрик Казарил) mf 2145
3. YVES VANDEBERG (Ив Вандерберг) mf 2136